# Andreas Rosager
Andreas Rosager (15. oktober 1850 i Vejstrup – 22. februar 1924) var en dansk gårdejer og politiker, fætter til Hans Peter Hansen.
Han var søn af gårdejer, landstingsmand Christen Hansen Rosager. Han var på ophold på Vejstrup og Rødkilde Højskoler: overtog 1879 sin fædregård i forpagtning, senere som ejendom. han var Folketingsmand for Kværndrup (Gudme-)kredsen fra 1890-1909 for Venstrereformpartiet. Han sad i Finansudvalget fra 1898, fra 1901 som dets sekretær.
Rosager var i bestyrelsen for Dansk Landbrugsmuseum og medlem af administrations-kommissionen for Baroniet Scheelenborg.